# Enciclopedia dello spettacolo
L'Enciclopedia dello spettacolo, nata da un'intuizione di Silvio D'Amico a partire dal 1954 ed edita in nove volumi usciti annualmente fino al 1965, costituisce il primo e originale tentativo a livello europeo di definire un catalogo dello stato della conoscenza nell'ambito di teatro, musica, cinema e danza. Seguiva di circa trent'anni i primi sforzi per creare un nutrito corpo di testi enciclopedici di riferimento per l'Italia, a partire dalle imprese dell'Enciclopedia Italiana e del Dizionario biografico degli italiani organizzate da Giovanni Treccani e Giovanni Gentile.
Catalogo dettagliato e preziosissimo per la consultazione anche a livello accademico, grazie alla razionalizzazione di una imponente mole di materiale che spazia dalla consultazione di opere reperibili solo tramite acquisti presso il mercato antiquario, integrate dall'acquisizione di archivi personali di professionisti e scrupolosissimi appassionati, è stato successivamente corredato di un decimo volume di aggiornamento, relativo agli anni 55/65, e da un undicesimo di "indici e repertorio".
L'opera si estende per oltre 18.000 pagine, con migliaia di illustrazioni (700 illustrazioni nel testo, 1800 fuori testo, 320 tavole a colori) comprensive di ritratti di scena, locandine e immagini di manifesti, anche a piena pagina ("la ricerca di riproduzioni fu effettuata presso tutte le principali raccolte italiane, ed estesa a musei, collezionisti e fotografi all'estero"). All'opera collaborarono circa 200 studiosi italiani e quasi 400 stranieri. La prima tiratura di 10.000 copie fu seguita da un'unica ristampa di ulteriori 5.000 copie.

## Il percorso storico

### Il primo progetto (1945-1949)
Nell'immediato dopoguerra attorno alla carismatica figura di Silvio D'Amico si concretizzò la realizzazione di un primo progetto, previsto probabilmente in quattro volumi e dedicato inizialmente al solo teatro. Di questo progetto facevano parte, oltre allo stesso Silvio D'Amico che curava la sezione teatro drammatico, anche il figlio Fedele che curava la sezione musicale e Mario Corsi che si occupava della ricerca iconografica. Con l'estensione del progetto al campo del cinema, entrò a far parte del gruppo anche Gabriele Baldini, poi sostituito da Gian Luigi Rondi. La raccolta dei finanziamenti fu affidata all'avvocato Carlo Minù, cognato di Silvio con molte conoscenze nell'ambiente della piccola editoria romana.
Una volta redatto il piano dell'opera con l'individuazione delle voci, la stesura fu affidata a una quindicina di collaboratori italiani che, nel giro di tre anni a partire dal 1946, ne completarono la compilazione. Il risultato non incontrò però l'entusiasmo della redazione, che anzi decise di impegnarsi per la preparazione di un progetto molto più ambizioso e che avrebbe richiesto anni di lavoro di collaboratori stabili, anche stranieri.

### La stesura del piano dell'opera, la messa a punto della metodologia, i primi volumi (1949-1957)
Nel nuovo progetto era stata mantenuta la suddivisione primaria nelle tre sezioni principali: "teatro", "musica" e "cinema", in cui ogni sezione si avvaleva di uno staff di circa trenta collaboratori. Si era però stabilito di dare grande risalto alle voci generali, non biografiche, che richiedevano comunque un delicato lavoro di integrazione fra i diversi ambiti, ovvero delicate discussioni per realizzare un accordo, se non un compromesso, fra le posizioni degli esperti di differente formazione.
Gli studi sul teatro erano ancora allo stadio primitivo, esisteva allora un'unica rivista scientifica, voluta da Silvio D'Amico, la Rivista del dramma italiano che poi cambierà nome in Rivista italiana del Teatro. Poco e niente esisteva su date e dettagli connessi alla storia del teatro, perché storicamente la critica nell'ambito dello spettacolo si era concentrata più sulla riflessione teorica che sulla presentazione e l'analisi dei documenti. Decidere di raccogliere tali informazioni per ogni voce dell'enciclopedia significò aprire una nuova strada per la storiografia dello spettacolo: significava sostituire ad una critica basata su giudizi di valore una basata sull'interpretazione della relazione delle opere fra loro, fra le opere e la società, nonché di definire con precisione i percorsi creativi dei singoli autori.
La redazione fu costituita attorno al 1952. Direttore della sezione dedicata al teatro drammatico fu nominato Luigi Squarzina, appena trentenne di ritorno dagli studi teatrali all'Università Yale; la sezione musica era diretta da Fedele D'Amico, figlio di Silvio; la sezione cinema era diretta da Francesco Savio.
Il metodo che veniva perseguito per le voci più importanti non si esauriva dopo la stesura assegnata ad un relatore, sulla base del materiale raccolto, ma prevedeva l'intervento e il commento degli altri collaboratori con riscritture anche importanti arrivando talvolta alla consultazione diretta dei principali esperti mondiali di ogni singolo argomento. Capitò spesso che la versione definitiva di molte voci fosse dovuta semplicemente al fatto che doveva uscire il volume relativo dell'enciclopedia.
Inoltre, nonostante le rimostranze dell'editore, l'ampiezza delle voci non dipendeva da una classificazione dell'importanza relativa del tema trattato, ma dipendeva solamente dalla quantità di importanti informazioni connesse a tale voce, in modo che non venisse sottaciuta nessuna notizia utile. Questo criterio risultò alla fine seguito più per le voci di cinema e musica che per le voci di teatro.
Inoltre per la prima volta in Italia si associò la danza al concetto di arte specifica dello spettacolo, mentre tradizionalmente veniva accomunata vagamente a una parentela con musica e opera. In assenza di specialisti del settore, l'Enciclopedia fu il luogo dove si formarono le prime competenze storiche in questo ambito, in particolare attraverso l'impegno di Gino Tani, dell'anglista Vittoria Ottolenghi e la consulenza fondamentale di Aurel Milloss.

### Dalla crisi del 1957 al completamento della prima pubblicazione
Francesco Theodoli e la Sansoni (di proprietà della famiglia Gentile dal 1932) erano stati i finanziatori della casa editrice "Le Maschere", appositamente costituita per gestire il progetto dell'Enciclopedia dello Spettacolo.
L'impegno preso dalla redazione era di pubblicare due volumi l'anno, a partire dal 1953, ma il crescere dell'impegno richiesto dalla mole di materiale raccolto portò alla pubblicazione del primo volume nel 1954 e dei successivi volumi con il ritmo di un volume all'anno.
Inizialmente erano previsti undici volumi, ma ben presto fu chiaro che l'opera avrebbe dovuto espandersi in dodici volumi.
Nel 1957, di fronte alla richiesta dell'editore di rispettare la prevista pubblicazione di due volumi annuali e di non espandere l'impianto, si arrivò ad uno scontro con l'editore.
Con la mediazione di Francesco Savio gran parte della redazione rimase a continuare l'opera, mentre i principali curatori, fra cui Alessandro D'Amico (fratello di Fedele), Luigi Squarzina, Fedele D'Amico e Cesare Garboli, decisero di rinunciare al progetto. Nonostante i nuovi accordi, i volumi continuarono ad essere pubblicati al ritmo di uno ogni anno, ma venne ridotto il numero delle voci restringendo l'intera opera a dieci volumi e sacrificando le informazioni sui personaggi minori (sorte che non coinvolse le voci di cinema) e le illustrazioni.

## Il "fondo D'Amico (Enciclopedia dello spettacolo)"
Dal 1971 gran parte della biblioteca utilizzata per la redazione dell'Enciclopedia fu acquistata dall'Università di Lecce. Si trattava di una biblioteca costituita in parte da opere raccolte da Silvio D'Amico e dal figlio Fedele. Tale fondo si è successivamente arricchito di nuovi acquisti, specie sul mercato antiquario, compresi preziosi volumi del Seicento, Settecento e Ottocento, fra cui storie di teatri, biografie, repertori di compagnie e teatri stranieri),
sempre allo scopo di documentare gli sviluppi del teatro fino ai nostri giorni.

## I principali collaboratori
- Maria Luisa Aguirre (danza)
- Mario Apollonio (teatro)

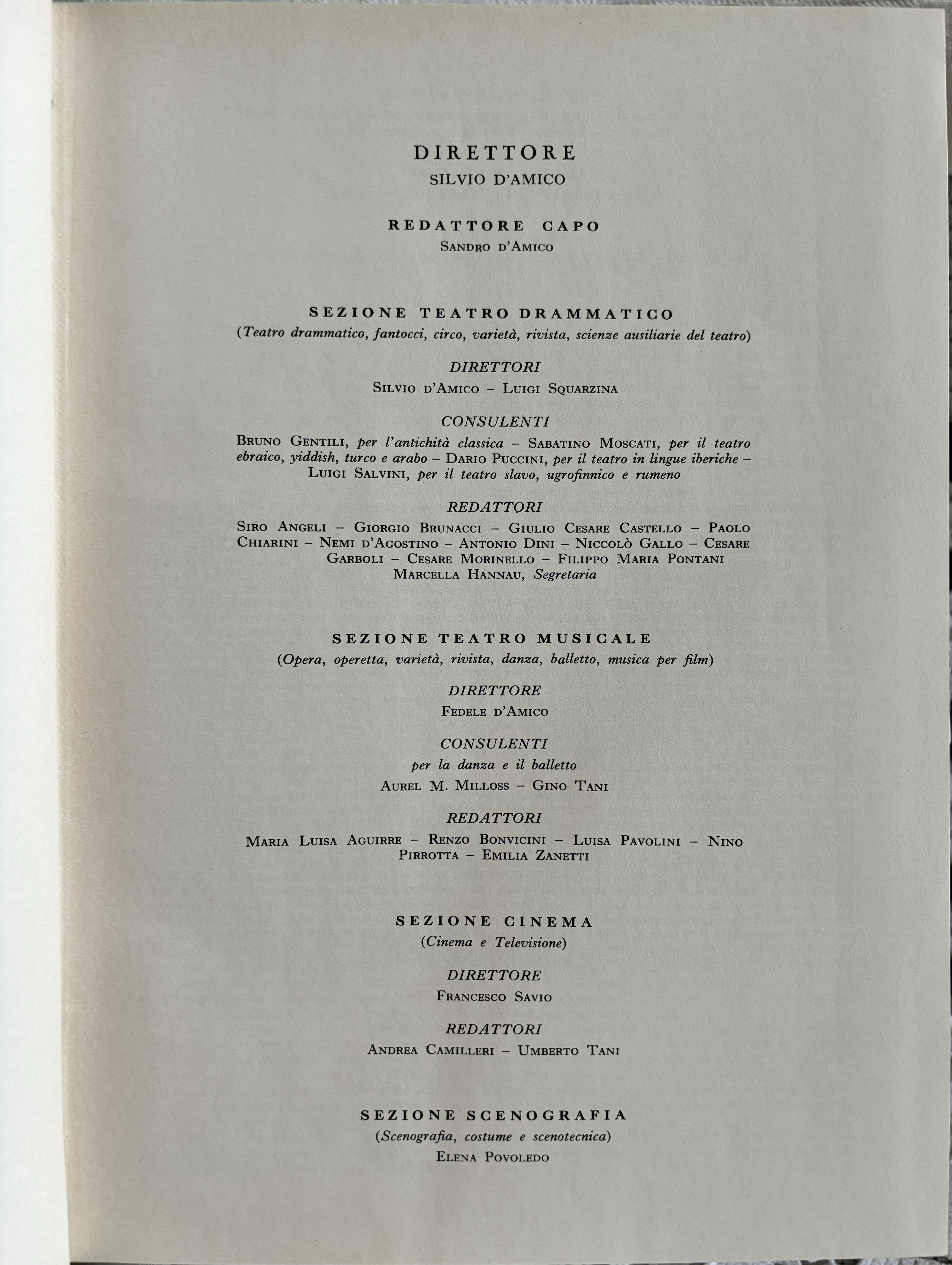

- Paolo Enrico Arias (teatro greco-latino)
- Guido Aristarco (cinema)
- Gabriele Baldini (cinema, primo progetto)
- Harry Rawlins Beard (consulente iconografia)
- Giuliano Bertuccioli (consulente teatro cinese)
- Giovanni Bronzini (revisore voci)
- Giorgio Brunacci (teatro inglese)
- Bruno Brunelli (teatro)
- Andrea Camilleri (teatro italiano e francese contemporanei)
- Henry Carrington Lancaster (teatro)
- Giulio Cesare Castello (teatro italiano)
- Rodolfo Celletti (consulente musica)
- Paolo Chiarini (teatro tedesco)
- Ermanno Comuzio (cinema)
- Mario Corsi (iconografia)](teatro)
- Alessandro D'Amico
- Silvio D'Amico
- Fedele D'Amico (musica)
- Alan Dent (teatro britannico)
- Niccolò Gallo (teatro italiano)
- Cesare Garboli (teatro medioevale e voci generali)
- Federico Gentile (teatro)
- Bruno Gentili (teatro dell'antichità classica)
- Gerardo Guerrieri
- Shigetoshi Kawatake (teatro Estremo Oriente)
- Kitachi Kitamura (teatro Estremo Oriente)
- Aurel Milloss (consulente danza)
- Sabatino Moscati (consulente teatro ebraico)
- Vittoria Ottolenghi (danza)
- Vito Pandolfi (teatro)
- Nino Pirrotta (musica)
- Filippo Maria Pontani (revisore voci)
- Elena Poveledo (scenografia e illustrazioni)
- Dario Puccini (consulente teatro spagnolo e portoghese)
- Angelo Maria Ripellino (teatro slavo)
- Ulderico Rolandi (consulente musica, collezionista di libretti d'opera)
- Gian Luigi Rondi (cinema)
- Gian Carlo Roscioni (teatro francese)
- Luigi Salvini (consulente teatro est europeo)
- Francesco Savio (cinema)
- Franco Serpa (musica)
- Luigi Squarzina (teatro)
- Luciana Stegagno (teatro spagnolo)
- Gino Tani (danza)
- Fausto Torrefranca (balletto e danza)
- Davide Turconi (consulente cinema)
- Emilio Vuolo (revisore voci)
- Emilia Zanetti (musica)

## Edizioni
- fondata da Silvio D'Amico, Enciclopedia dello Spettacolo, Le Maschere.